# جونجی کاواباتا
جونجی کاواباتا (ژاپنی: 川畑 淳二؛ زادهٔ ۱۰ ژوئیهٔ ۱۹۷۱) یک بازیکن فوتبال اهل ژاپن است.
از باشگاه‌هایی که در آن بازی کرده‌است می‌توان به باشگاه فوتبال ناگویا گرامپوس اشاره کرد.